# دافي بونيلا
دافي بونيلا (بالفرنسية: Davy Bonilla)‏ هو فارس فرنسي، ولد في 29 سبتمبر 1973.